# Drama v kabare futurisov №13
Drama v kabare futurisov №13 (Драма в кабаре футуристов № 13) è un film del 1914 diretto da Vladimir Kas'janov.